# Кергонксон
Кергонксон (англ. Kerhonkson) — переписна місцевість (CDP) в США, в окрузі Ольстер штату Нью-Йорк. Населення — 1722 особи (2020). Важливий центр української діаспори у США.

## Географія
Кергонксон розташований за координатами 41°46′46″ пн. ш. 74°17′44″ зх. д. / 41.77944° пн. ш. 74.29556° зх. д. (41.779391, -74.295611). За даними Бюро перепису населення США в 2010 році переписна місцевість мала площу 13,71 км², з яких 13,67 км² — суходіл та 0,05 км² — водойми.

## Демографія
Згідно з переписом 2010 року, у переписній місцевості мешкали 1684 особи в 684 домогосподарствах у складі 433 родин. Густота населення становила 123 особи/км². Було 857 помешкань (62/км²).
Расовий склад населення:
| - 92,6 % — білих - 1,8 % — чорних або афроамериканців - 1,3 % — азіатів - 0,7 % — корінних американців - 0,1 % — вихідців з тихоокеанських островів - 1,4 % — осіб інших рас |

До двох чи більше рас належало 2,2 %. Частка іспаномовних становила 7,8 % від усіх жителів.
За віковим діапазоном населення розподілялося таким чином: 24,2 % — особи молодші 18 років, 61,5 % — особи у віці 18—64 років, 14,3 % — особи у віці 65 років та старші. Медіана віку мешканця становила 39,4 року. На 100 осіб жіночої статі у переписній місцевості припадало 97,7 чоловіків; на 100 жінок у віці від 18 років та старших — 96,6 чоловіків також старших 18 років.
Середній дохід на одне домашнє господарство становив 51 587 доларів США (медіана — 48 453), а середній дохід на одну сім'ю — 61 707 доларів (медіана — 55 200). За межею бідності перебувало 13,6 % осіб, у тому числі 20,6 % дітей у віці до 18 років та 13,3 % осіб у віці 65 років та старших.
Цивільне працевлаштоване населення становило 853 особи. Основні галузі зайнятості: освіта, охорона здоров'я та соціальна допомога — 27,5 %, роздрібна торгівля — 17,0 %, мистецтво, розваги та відпочинок — 14,7 %.

## Український національно-культурний центр

### Союзівка

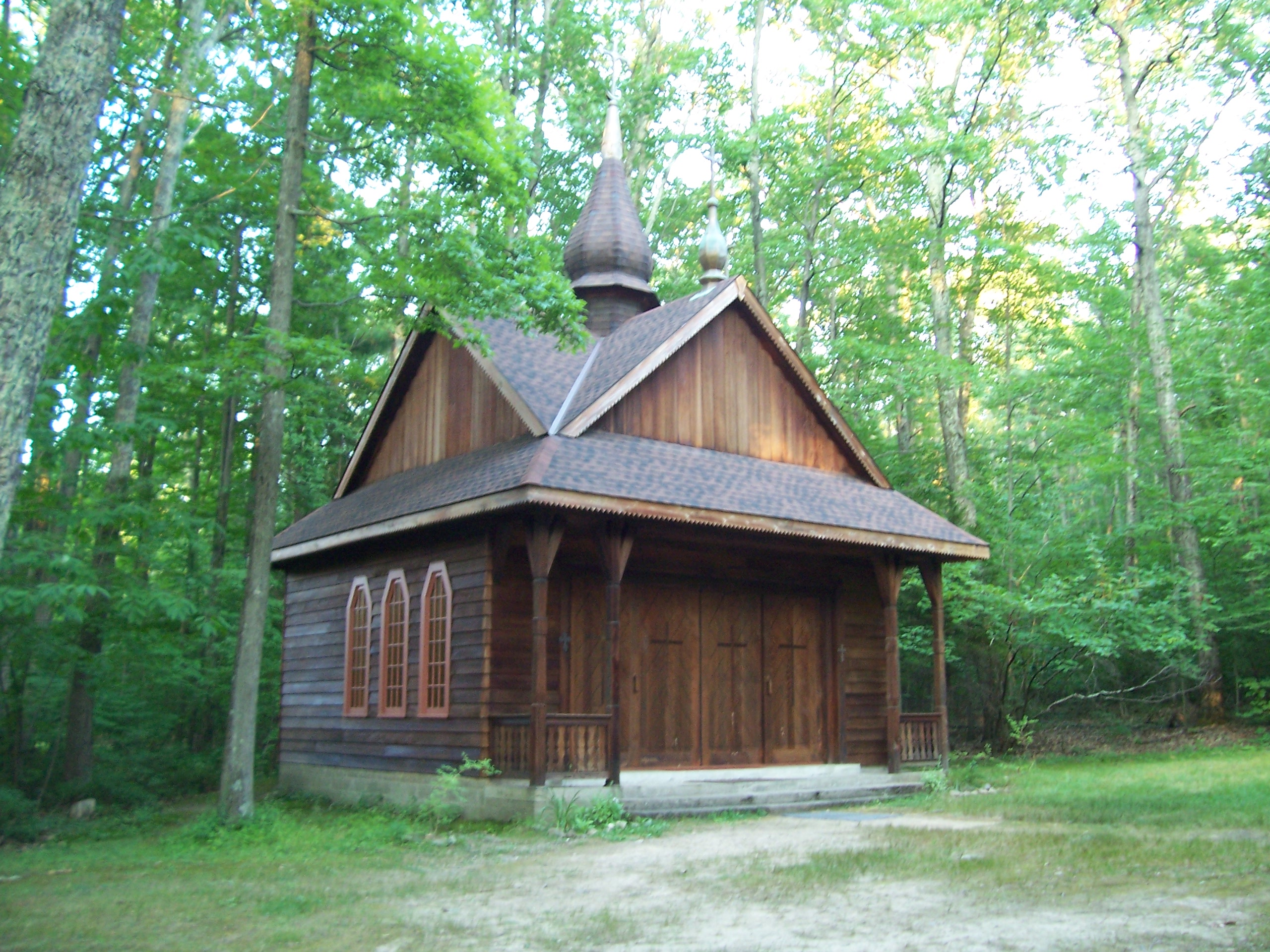
Каплиця в «Союзівці»

1952 року Український народний союз придбав у власність 250 акрів площі з дев'ятьма будинками, окремим плавальним басейном та тенісним кортом. Всі будинки розміщені на певній віддалі один від одного і кожна з цих будівель названа на честь регіонів України.
Український культурний центр «Союзівка» організовує дитячі табори з вивчення культурної спадщини, семінари, фестивалі, концерти, танцювальні вечори та художні виставки для тих, хто зацікавлений у набуванні знань про Україну та її багату культуру.

### Оселя для українських пенсіонерів «Золота осінь»
У місті розташована оселя для українських пенсіонерів «Золота осінь», у якій доживали віку провідні діячі УВО, ОУН та інших українських організацій. Тут померли:
- Бігун Микола — член УВО та ОУН, учасник Летючої бригади УВО.
- Волянська Людмила Іванівна — українська письменниця, редактор, громадська діячка.
- Волянський Олег-Мирослав — лікар-психіатр, громадський діяч, активний член української громади США, президент Українського Лікарського Товариства Північної Америки (1971—1973), директор психіатричних шпиталів у США.
- Гомотюк-Зєлик Ірина (1929—2015) — художниця.
- Горняткевич Дем'ян Антонович — бібліофіл, дослідник історії українського мистецтва, історик церкви, живописець.
- Гошовський Юліан — діяч ОУН, інженер, технічний розробник підпільної радіостанції Самостійна Україна.
- Мороз Осип — економіст,кібернетик, філософ, футуролог, громадський діяч.
- Савчин Марія — діячка ОУН, дружина полковника УПА Василя Галаси, лицар Бронзового Хреста Заслуги.
- Химинець Юліан — керівник екзекутиви ОУН у Закарпатті протягом 1932—1938.

### Пам'ятник Івану Мазепі
На початку 1990-х у місті встановлено пам'ятник гетьману Івану Мазепі, автором проекту якого став скульптор Сергій Литвиненко.

### Церква Святої Трійці
У Кергонксоні розташовується українська греко-католицька церква Святої Трійці, збудована за оригінальним проектом відомого українського архітектора Радослава Жука.